# Мондело
Мондело је насеље у Италији у округу Палермо, региону Сицилија.
Према процени из 2011. у насељу је живело 30 становника. Насеље се налази на надморској висини од 72 м.